# Phil Campbell (Politiker)
James Philander „Phil“ Campbell Jr. (* 9. April 1917 in Athens, Georgia; † 22. Juni 1998) war ein US-amerikanischer Politiker, der hauptsächlich in der Agrarpolitik wirkte. Von 1954 bis 1969 war er Commissioner of Agriculture, d. h. Landwirtschaftsminister, des US-Bundesstaates Georgia; von 1969 bis 1975 war er Staatssekretär (Under Secretary) im Landwirtschaftsministerium der Vereinigten Staaten. Campbell gehörte bis 1968 der Demokratischen Partei an, bevor er in diesem Jahr zu den Republikanern wechselte.

## Leben
Campbell wurde 1917 in Athens, Georgia, geboren. Sein Vater war der Agrarwissenschaftler James Philander Campbell Sr. (1878–1944). 1934 graduierte er in seiner Geburtsstadt von der lokalen High School und nahm dann ein Studium der Agrarwissenschaften an der University of Georgia auf, das er mit dem Bachelor of Science erfolgreich abschloss. Parallel zum Studium betätigte er sich selbst als Landwirt und pflanze zunächst Baumwolle an, ehe er mit seinen Gewinnen einen Milchbauernhof erwerben konnte. Während des Zweiten Weltkriegs diente er als Pilot und Ausbilder im United States Army Air Corps und begründete nach Kriegsende einen Bauernhof im Oconee County, auf dem er unter anderem Baumwolle und Tabak anbaute. 1948 wurde er im Oconee County als Repräsentant in das Repräsentantenhaus von Georgia gewählt, wo er vier Jahre lang dem Landwirtschaftsausschuss vorstand und auch den Ausschüssen für „Ways and Means“ und Appropriations und dem Universitätsausschuss angehörte.
1954 verließ er das Repräsentantenhaus von Georgia und kandidierte erfolgreich für den Posten des Commissioner of Agriculture von Georgia, einer Art Landwirtschaftsminister des Bundesstaates. In den nächsten Jahren wurde er mehrfach wiedergewählt, ohne je ernstzunehmende Konkurrenz zu haben. In seiner Amtszeit förderte er diverse Bauernmärkte in Georgia und baute den Atlanta State Farm Market auf. Zudem organisierte er erstmals in der Geschichte Georgias ein koordiniertes Ausrottungsprogramm gegen die Klassische Schweinepest und sicherte dem Bundesstaat auch föderale Mittel zur Bekämpfung anderer Schädlinge wie Feuerameisen und der Neuwelt-Schraubenwurmfliege.
Parteipolitisch war Campbell Mitglied der Demokratischen Partei, deren Landesverband in Georgia bis in die 1960er Jahre eine unangefochtene Machtposition hatte. Die Partei, insbesondere die konservative „Regular“-Fraktion, stützte somit auch das System der Rassentrennung, das in den 1960er Jahren durch die Bürgerrechtsbewegung immer mehr unter Druck geriet. Parteiintern kam es daher zu immer Polarisierung: Innerhalb von Georgia gewann 1968 der ultrakonservative Segregationist Lester Maddox die Gouverneurswahlen, während die nationalen Demokraten immer mehr die Reformpolitiker in Georgia und eine Aufhebung der Rassentrennung unterstützten. Campbell gehörte den „Regulars“ an, galt aber als relativ moderat. Als der favorisierte Präsidentschaftskandidat Hubert H. Humphrey im Vorfeld der Democratic National Convention 1968 nach Unterstützern in Georgia suchte und Maddox als aussichtslosen Ansprechpartner einschätze, war Campbell neben dem Parteifunktionär James H. Gray Humphreys erste Anlaufstelle. Es kam zu einer Art Hinterzimmer-Deal zwischen Humphrey und Campbell und Gray, der besagte, dass diese Humphrey unterstützen und nach dem Nominierungsparteitag dessen Wahlkampf in Georgia leiten würden und Humphrey dafür die Kritik der nationalen Demokraten an den „Regulars“ in Georgia minimieren sollte.
Dieser Deal brach jedoch auseinander, als Reformpolitiker in Georgia die Parteitagsdelegation von Georgia als diskriminierend beurteilten und diese für illegitim erklärten wollten. Da diese Anfechtung teilweise Erfolg hatte – „Regulars“ und Reformpolitiker erhielten jeweils die Hälfte der Stimmen Georgias –, verließen Gray, Campbell und andere „Regulars“ den laufenden Parteitag aus Protest. Erbost über die bürgerrechtsfreundliche Politik der Democratic National Convention und die Legitimierung der Reformpolitiker trat Campbell unmittelbar danach aus der Demokratischen Partei aus und lief zu den Republikanern über, die damals im Rahmen von Richard Nixons „Southern Strategy“ explizit um konservative Südstaatler warben. Nach Nixons Sieg bei der Präsidentschaftswahl 1968 ernannte Nixon ihn zum Under Secretary of Agriculture, einer Art Staatssekretär im Landwirtschaftsministerium der Vereinigten Staaten. Dieses Amt hatte er von 1969 bis 1975 unter den Landwirtschaftsministern Clifford M. Hardin und Earl Butz inne und amtierte auch nach Nixons Rücktritt unter dem neuen Präsidenten Gerald Ford weiter. In dieser Funktion initiierte er eine konzertierte nationale Aktion gegen Feuerameisen, beaufsichtigte einen Wachstumsschub des Landwirtschaftssektors und fungierte bei diversen Veranstaltungen als offizieller Repräsentant des Ministeriums. 1975 trat Campbell von dem Posten zurück und wechselte in die Privatwirtschaft, wo er bis 1979 als Berater für den Geflügelproduzenten Gold Kist arbeitete und sich danach ans landwirtschaftspolitischer Berater selbstständig machte.
Nach dem Ende seiner politischen Karriere engagierte sich Campbell ehrenamtlich um die University of Georgia. Unter anderem war er emeritus trustee der University of Georgia Foundation und zeitweise Präsident der Ehemaligenvereinigung der Universität. Für seine Verdienste um die Landwirtschaft in Georgia wurde er 1990 in die Georgia Agricultural Hall of Fame aufgenommen. Auch sein Vater ist Teil dieser Hall of Fame. Campbell war mit Elizabeth McCreery verheiratet und hatte sechs Kinder. Er starb im Sommer 1998 im Alter von 81 Jahren und wurde auf dem Friedhof der Stadt Watkinsville im Oconee County begraben. Sein Nachlass befindet sich in den Special Collections der Richard B. Russell Library for Political Research and Studies der University of Georgia.